# Едивил (Илиноис)
Едивил (енгл. Eddyville) град је у америчкој савезној држави Илиноис.

## Демографија
По попису из 2010. године број становника је 101, што је 52 (-34,0%) становника мање него 2000. године.
| Група             | 2000.       | 2010.      |
| Белци             | 142 (92,8%) | 96 (95,0%) |
| Афроамериканци    | 0 (0,0%)    | 0 (0,0%)   |
| Азијати           | 2 (1,3%)    | 0 (0,0%)   |
| Хиспаноамериканци | 1 (0,7%)    | 0 (0,0%)   |
| Укупно            | 153         | 101        |